# Онацевич, Игнатий
Игнатий Зегота Онацевич (Игнац; 15 августа 1780, Мала-Берестовица — 18 февраля 1845, Санкт-Петербург) — польский и российский историк, библиофил, редактор и педагог.

## Биография
Родился в семье униатского священника Симона Онацевича. С 1789 года учился в гимназиях в Волковыске, Гродно (в 1796—1797 годах). В 1797—1801 годах был гувернёром в богатой семье в Сувалках. В 1801—1802 годах учился в учительской семинарии в Эльке и с 1802 года изучал философию в Кенигсбергском университете, где после его окончания какое-то время преподавал польский и русский языки. Во время Наполеоновских войн познакомился с Николаем Румянцевым, на тот момент министром иностранных дел России, и по его просьбе в течение года изучал литовские архивы в Гомеле. Затем учился в Вильне, где в 1811 году получил степень магистра. В начале 1812 года преподавал в этом университете историю, право и экономику, но после начала Отечественной войны бежал в Полесье, где преподавал в школе немецкий язык, право и историю, а спустя год преподавал те же предметы в школе в Белостоке. Затем сумел стать директором этой школы. Далее в разных источниках его жизнь описывается по-разному: согласно одним данным, в 1818 году он стал профессором истории Виленского университета, а с 1821 года — также профессором российской статистики и дипломатии; согласно другим, преподавал в школе до 1821 года и только в этом году перешёл в Вильно, а профессором стал в 1827 году; в «Биографическом словнике» указано, что в 1818 году он стал экстраординарным, а в 1827 году — ординарным профессором. В 1821 году совершал с целью изучения архивов поездки в Санкт-Петербург, Ригу и Дерпт.
Поддерживал деятельность тайных студенческих антироссийских обществ, сопротивлялся политике русификации, проводимой тогдашним инспектором школ Виленского округа Николаем Новосильцевым. В конце концов в 1828 году Онацевич, на тот момент вернувшийся из поездки в Кенигсберг, куда отбыл летом 1827 года за свой счёт, лишился профессорского места, был арестован российскими властями по обвинению в участии в незаконной организации и заключён в тюрьму, через какое-то время сослан сначала в Гродно, затем в родную Мала-Берестовицу. Там он жил до 1830 года, когда ему было позволено переехать в Варшаву. В 1834 году переехал в Санкт-Петербург, где прожил до конца жизни и принимал участие в поисках рукописей, захваченных российскими войсками в ходе подавления Ноябрьского восстания в польских землях в 1830 году; с 1839 года работал помощником библиотекаря в Румянцевском музее, участвовал в работе археографической комиссии, однако уже в конце того же года был отстранён от работы в ней по распоряжению министра просвещения Уварова.
За свою жизнь собрал большое количество рукописей, многие из которых незадолго до смерти передал польскоязычным библиотекам и учёным. Как историк специализировался в основном на истории литовских земель и периоде правления короля Сигизмунда. Издал из рукописей Альбертранди: «Panowanie Henryka Walezyjusza, Stefana Batorego, Kazimierza, Jana Alberta i Aleksandra Jagiellończyhòw» (Варшава, 1823—27), «Rzut oka na pierwotne dzieje Litwy» (в «Noworocznik literacki» Подбереского, 1846) и «Uwagi nad historyją powszechną», в «Magazyn powszechny» (1840, № 11 и 12). Многие из его собственных работ остались лишь в рукописи и были впоследствии утеряны.
В честь И. Онацевича названа одна из улиц в Большой Берестовице.